# Parti nouvelle république
Le Parti nouvelle république (en espagnol :  Partido Nueva República abrégé PNR) est un parti politique du Costa Rica fondé le 20 octobre 2018 par le son chef et secrétaire général Fabricio Alvarado.
Le parti est enregistré auprès du Tribunal suprême électoral le 30 janvier 2019.
Fabricio Alvarado est candidat pour le parti lors de l'élection présidentielle de 2022. Il il axe sa campagne sur les questions sociétales, dénonçant notamment « l'idéologie du genre » dans l'éducation et les supposées atteintes aux libertés religieuses.

## Résultats électoraux

### Élections présidentielles
| Élection | Candidats         | Premier tour | Premier tour | Second tour | Second tour | Résultats |
| Élection | Candidats         | Voix         | %            | Voix        | %           | Résultats |
| -------- | ----------------- | ------------ | ------------ | ----------- | ----------- | --------- |
| 2022     | Fabricio Alvarado | 311 633      | 14,88        |             |             | 3e        |

### Élections législatives
| Année | Assemblée législative | Assemblée législative | Assemblée législative |
| Année | Votes                 | %                     | Sièges                |
| ----- | --------------------- | --------------------- | --------------------- |
| 2022  | 209 096               | 10,07                 | 7 / 57                |